# Tlatet Eddouair
Tlatet Eddouair là một đô thị thuộc tỉnh Médéa, Algérie. Dân số thời điểm năm 2002 là 7.623 người.